# Девід Брюс Норман
Девід Брюс Норман (англ. David Bruce Norman; народився 20 червня 1952 року у Великій Британії) — британський палеонтолог, головний куратор палеонтології хребетних у Музеї Седжвіка Кембриджського університету. З 1991 по 2011 роки Норман також був директором музею Седжвіка.

## Життя і кар'єра
Норман є співробітником коледжу Христа в Кембриджі, де він викладає науки про Землю в природничих науках трайпос. Член Палеонтологічної асоціації. Він вивчав ігуанодонів, а також брав участь у дослідженнях і наукових оглядах, включених до роботи над книгою про динозаврів «The Dinosauria» (2-ге видання, 2004). На його честь названо видовий епітет Equijubus normani.
У 2017 році Норман був одним із трьох британських палеонтологів, які запропонували радикально нову гіпотезу ранньої еволюції динозаврів і взаємозв'язків у статті в журналі Nature. У цій роботі Метью Грант Барон, Норман і Пол Майкл Баррет (2017) припустили, що Ornithischia і Theropoda були тісно пов'язані як частина нової клади, яку вони назвали Ornithoscelida.

## Праці

### Дитячі книги
- The Poster Book of Dinosaurs, Hodder Children's Books, 1988 (illustrations by John Sibbick)
- The Humongous Book of Dinosaurs, Publisher: Stewart, Tabori and Chang (April 1997) ; ISBN 978-1-55670-596-0
- The Big Book of Dinosaurs, Publisher: Welcome Books (April 2001) ; ISBN 978-0-941807-48-7
- Dinosaurs Sticker Book, Usborne Sticker Books, 2010, ISBN 978-1-4095-2061-0

### Науково-популярні книги
- Spotter's Guide to Dinosaurs & Other Prehistoric Animals, Usborne Publishing, London, 1980 (illustrations by Bob Hersey)
- When Dinosaurs Ruled the Earth, Simon & Schuster, New York, 1985 (illustrations by John Sibbick)
- The Age of Dinosaurs, Hodder Wayland, November 1985
- Dinosaurs!, E.D.C. Publishing, December 1985 (illustrations by Ruth Thomson and Bob Hersey)
- Dinosaur, co-authored with Angela Milner, Dorling Kindersley Eyewitness Books, London, 1989
- Dinosaur!, Publisher: John Wiley & Sons Inc., 1991, ISBN 978-0-13-218140-2 (the official companion to A&E's 1991 four-part television series hosted by Walter Cronkite)
- Prehistoric Life: the rise of the vertebrates, John Wiley & Sons, New York, December 1994 (illustrations by John Sibbick)
- The Smithsonian Handbook to Dinosaurs and Other Prehistoric Animals, co-authored with Hazel Richardson, Dorling Kindersley, 2003, ISBN 978-0-7894-9361-3

### Наукові книги та огляди
- The Illustrated Encyclopedia of Dinosaurs, Salamander Books, 1985 (illustrations by John Sibbick)
- Kenneth Carpenter, ред. (2001). Scelidosaurus: The Earliest Complete Dinosaur. The armored dinosaurs. Indiana University Press. ISBN 978-0-253-33964-5.
- Basal Ornithischia and Basal Thyreophora (co-authored with Lawrence Witmer and David Weishampel), Basal Ornithopoda (co-authored with Hans-Dieter Sues, Lawrence Witmer and Rodolfo Coria), Basal Iguanodontia (co-authored with David B. Weishampel, Halszka Osmólska and Peter Dodson) ; in The Dinosauria, 2nd edition, 2004 (first edition was published in 1990), edited by David B. Weishampel, Halszka Osmólska and Peter Dodson, University of California Press, ISBN 978-0-520-24209-8
- Dinosaurs: A Very Short Introduction, Oxford University Press, December 2005, ISBN 978-0-19-280419-8
- Butler, Richard J.; Upchurch, Paul; Norman, David B. (January 2008). The phylogeny of the ornithischian dinosaurs. Journal of Systematic Palaeontology. 6 (1): 1—40. doi:10.1017/S1477201907002271.

## Телевізійні документальні фільми
- Прогулянка з динозаврами (документальний телесеріал із шести частин, BBC, 1999, науковий консультант для епізоду «Giant of the Skies», зазначений як доктор Девід Норман)
- Prehistoric Planet (повторна версія Walking with Dinosaurs і Walking with Beasts, від Discovery Channel і NBC, 2002, науковий консультант для епізоду «Sky King», зазначений як доктор Девід Норман)

- Загублені світи, зниклі життя (документальний телесеріал, BBC, 1989, Норману дякують в епізоді під назвою «Динозавр»)
- Чарльз Дарвін і дерево життя (телевізійний документальний фільм, BBC, 2009, Норман відомий як доктор Девід Норман)